# 7 жовтня
7 жовтня — 280-й день року (281-й у високосні роки) у григоріанському календарі. До кінця року залишається 85 днів.

## Свята і пам'ятні дати

### Міжнародні
- Всесвітній день бавовни — свято встановлене 30 серпня 2021 року резолюцією Генасамблеї ООН A/RES/75/318[1]
- Всесвітній день дій за гідну працю.[2]
- Міжнародний день листоноші. (International Newspaper Carrier Day[en])
- Міжнародний день поінформованості про тригемінальну невралгію.[3]

### Національні
- Лаос: День вчителя.
- США: Національний день фрапе.
- Пуерто-Рико: День хорошого ставлення.
- Вірменія: День бібліотекаря.
- Киргизстан: День цивільної авіації.

### Релігійні
Православ'я:
- Мчч. Сергія і Вакха.
- Прп. Сергія Послушного, Києво-Печерського, в Ближніх печерах.
- Мчч. Юліана, пресвітера, і Кесарія, диякона.
- Мц. Пелагеї Тарсійської.
- Мч. Поліхронія, пресвітера.

Католицтво:
- Свято Діви Марії — Цариці Розарію
- Марк

## Іменини
Сергій, Юліан, Пелагея

## Події

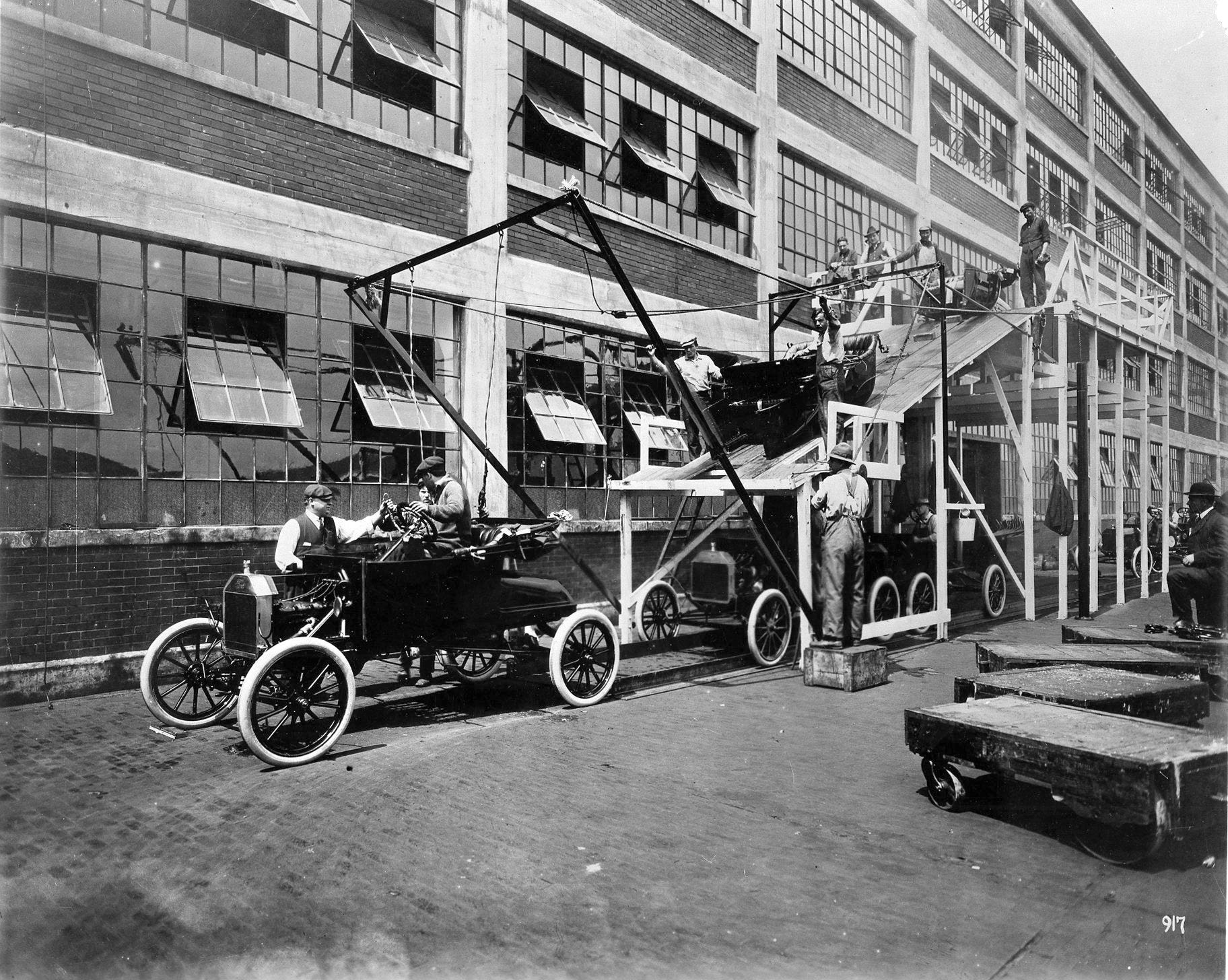
Конвеєр на заводі Форда, 1913

- 1253 — коронація в Дорогичині галицько-волинського князя Данила Романовича королівською короною, надісланою від Папи Римського Іннокентія IV.
- 1571 — битва при Лепанто. У п'ятигодинній битві флот Священної ліги (союзу Іспанії, Венеції та Папської держави) під командуванням Дона Хуана Австрійського розбив османський флот, зупинивши експансію Османської імперії на південь Європи. У бою втратив ліву руку іспанський письменник Сервантес.
- 1620 — біля Могилева османи й кримці розгромили військо Речі Посполитої, що відступало після Цецорської битви. Загинув великий коронний гетьман Станіслав Жолкевський, поліг Михайло Хмельницький та в полон потрапив його син Богдан.
- 1806 — у Великій Британії вперше запатентовано копіювальний папір.
- 1879 — Австро-Угорська імперія уклала таємну угоду з Німецькою імперією — перший крок у створенні Троїстого Союзу.
- 1903 — в провінції Онтаріо (Канада) відкриті поклади срібла.
- 1913 — уперше у світі на заводі Генрі Форда в Детройті весь виробничий процес збирання автомобілів почали виконувати за новою технологічною схемою — на конвеєрі.
- 1918 — перервані російсько-українські мирні переговори через розбіжності з питань територіальної приналежності Донбасу і Криму.
- 1920 — перші сто жінок прийняті до Оксфордського університету.
- 1926 — Фашистська партія Італії проголошена «партією держави».
- 1943 — Остапа Вишню звільнили з ув'язнення в радянських таборах.
- 1944 — США, СРСР, Велика Британія і Китай домовилися про заміну Ліги Націй Організацією Об'єднаних Націй.
- 1950 — війська ООН вступили на територію Північної Кореї.
- 1952 — отримано патент на штрих-код.
- 1959 — радянський супутник Луна-3 зробив перші знімки зворотного боку Місяця.
- 1976 — у Китаї заарештована «банда чотирьох» на чолі з удовою Мао Цзедуна.
- 1977 — ухвалено останню Конституцію СРСР (брежнєвську).
- 1982 — у Нью-Йорку відбулася прем'єра мюзиклу Ендрю Веббера і Тіма Райса «Коти», який до закриття у вересні 2000 року був зіграний на Бродвеї 7486 разів.
- 1988 — у Ризі вперше з 1940 року підняли латвійський національний прапор.
- 1990 — в Ізраїлі в зв'язку з погрозами Саддама Хусейна піддати країну газовій атаці почали видавати населенню протигази.
- 1992 — Національна Рада Азербайджану проголосувала проти вступу республіки до СНД.
- 1997 — засновано Українську універсальну біржу в Полтаві.
- 1999 — британські вчені оголосили про можливе існування 10-ї, найвіддаленішої і найбільшої, планети Сонячної системи.
- 2001 — в небо піднявся перший вертоліт незалежної України — АК1-3, політ здійснив заслужений льотчик-випробувач СРСР Полуйчик Станіслав Дем'янович.
- 2001 — у відповідь на проведені 11 вересня теракти в Нью-Йорку і Вашингтоні та після відмови руху Талібан видати США Осаму бен Ладена, звинуваченого в їх організації, о 19:27 за київським часом американські війська почали операцію «Відплата», завдавши ракетно-бомбових ударів по стратегічних позиціях талібів у Афганістані. З підтримкою дій США виступили керівники Великої Британії, Німеччини та Росії.
- 2006 — вбито російську опозиційну журналістку Анну Політковську.
- 2007 — 4-й президент Чеченської Республіки Ічкерія Доку Умаров проголосив на території Північного Кавказу Ісламську Державу Імарат Кавказ.
- 2023 — початок великомасштабного вторгнення до Ізраїлю з боку руху ХАМАС.

## Народились

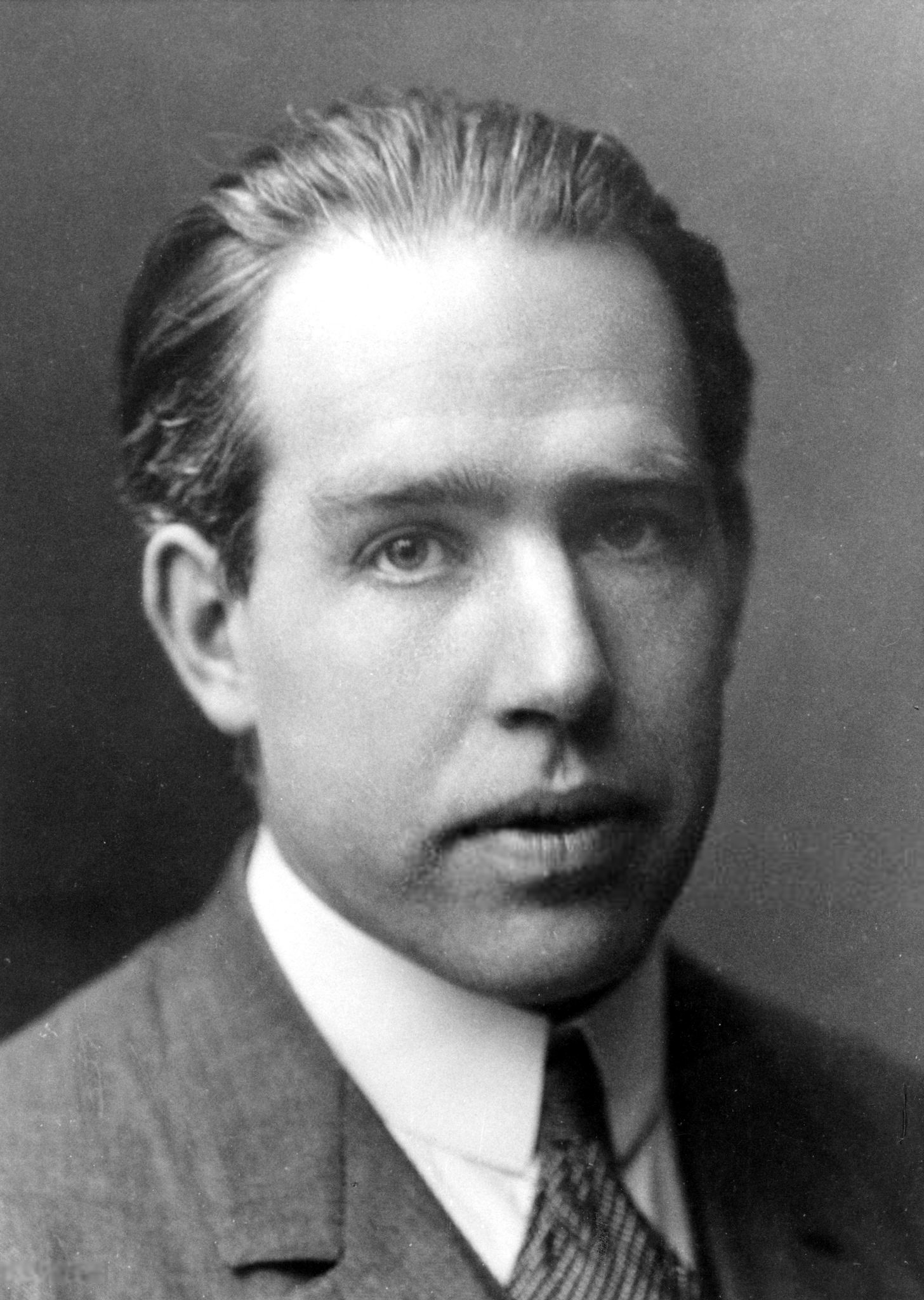
Нільс Бор

Дивись також Категорія:Народились 7 жовтня
- 1765 — Міхал Клеофас Огінський, польський композитор і державний діяч
- 1885 — Нільс Бор, данський фізик-теоретик, творець першої квантової теорії будови атома, лауреат Нобелівської премії з фізики (1922; †1962).
- 1885 — Євген Кароль Червінський, український архітектор
- 1890 — Ольга Багалій-Татаринова, український історик, архівіст, бібліограф
- 1895 — Харитон Вардошвілі, грузинський поет, перекладач
- 1901 — Едґар Обер де ла Рю, швейцарський географ, геолог, фотограф та мандрівник
- 1903 — Дукельський Володимир Олександрович (Вернон Дюк), український та американський композитор, поет і літератор.
- 1909 — Шура Черкаський (Олександр Ісакович Черкаський), українсько-американський піаніст і педагог, виступав у найбільших концертних залах США та Європи зі всесвітньо відомими оркестрами та диригентами.
- 1926 — Авксентій Яківчук, український фольклорист, народознавець, публіцист.
- 1932 — Євген Нейко, фундатор прикарпатської школи терапевтів, академік АМН України
- 1952 — Людмила Турищева, радянська гімнастка, 3-разова олімпійська чемпіонка, президент Федерації гімнастики України.
- 1952 — Володимир Путін, президент РФ.
- 1953 — Торрес Тіко, ударник американського гурту «Бон Джові».
- 1953 — Іван Забіяка, український історик, журналіст, науковець, громадський діяч.
- 1957 — Олександр Бутко, український журналіст.
- 1964 — Сем Браун, американська співачка.
- 1967 — Тоні Брекстон, американська поп-співачка, лауреат «Гремі».
- 1969 — Лірой Торнгілл, член британського гурту «Prodigy».
- 1989 — Біжан Шаропов, український біолог і біофізик, солдат Збройних Сил України, учасник російсько-української війни. Герой України (2023, посмертно).

## Померли
Дивись також Категорія:Померли 7 жовтня
- 1577 — Джордж Гаскойн (George Gascoigne) (*1525), англійський поет і драматург.
- 1747 — Василь Григорович-Барський, український мандрівник і письменник, (*1701).
- 1796 — Томас Рід (Thomas Reid), засновник шотландської школи філософії «здорового глузду» (*1710).
- 1849 — Едгар Аллан По (Edgar Allan Рої), американський письменник (*1809).
- 1910 — Левко Мацієвич, перший льотчик-українець (загинув в авіаційній катастрофі в Санкт-Петербургу) (*1877)
- 1953 — Геннадій Брежньов, український поет (*1913).
- 1956 — Меркурій Бригинський, святий ігумен, преподобний УПЦ КП.
- 1975 — Пранас Будвітіс (Pranas Vytautas Bidvytis), литовський журналіст, поет, перекладач (*1900).
- 1984 — Валерій Марченко, український дисидент-правозахисник, літературознавець і перекладач (помер у в'язничній лікарні в Ленінграді).
- 2006 — Анна Політковська, російська опозиційна журналістка українського походження.
- 2009 — Ірвінг Пенн, американський фотограф.